# Sequiwaimanu rosieae
Sequiwaimanu rosieae — викопний вид пінгвінів, що існував у палеоцені (58 млн років тому).

## Історія досліджень
Викопні рештки птаха знайдені у відкладеннях формації Кокоаму Грінсанд поблизу річки Вайпара в регіоні Кентербері, Нова Зеландія.

## Опис
Описаний з часткового селета з фрагментами черепа. За оцінками, череп сягав 22 см завдовжки.